# عکاس

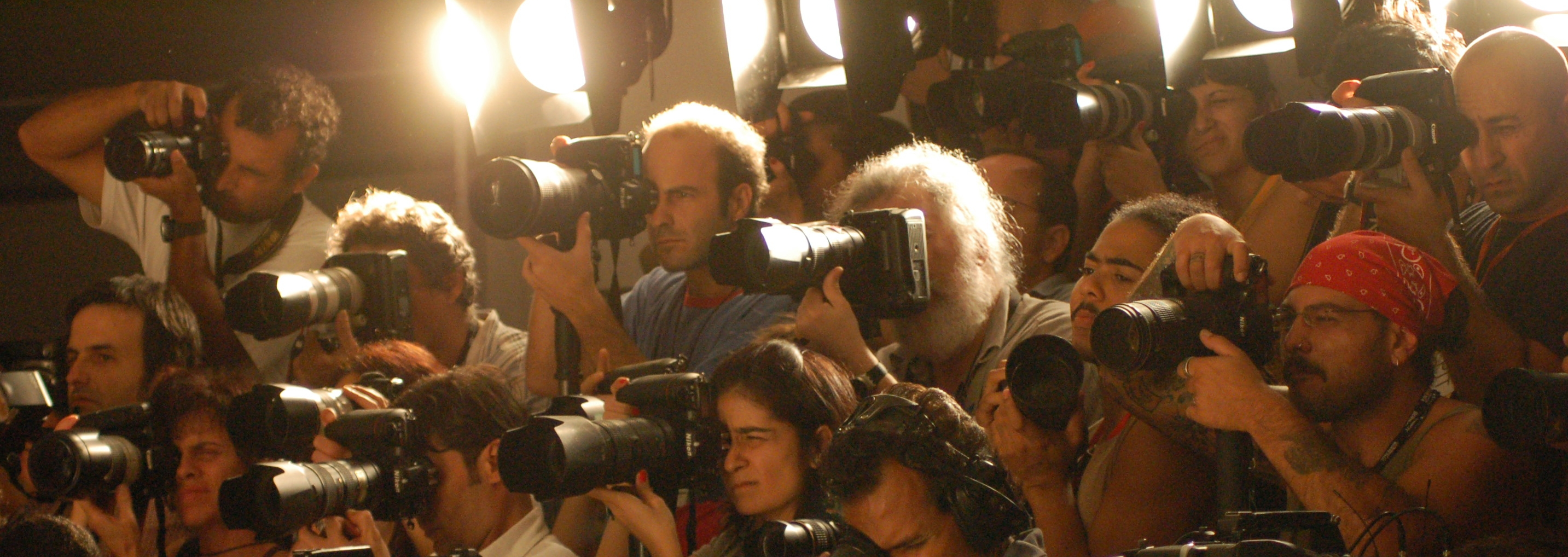
عکاسان حرفه‌ای در یک نمایش مد

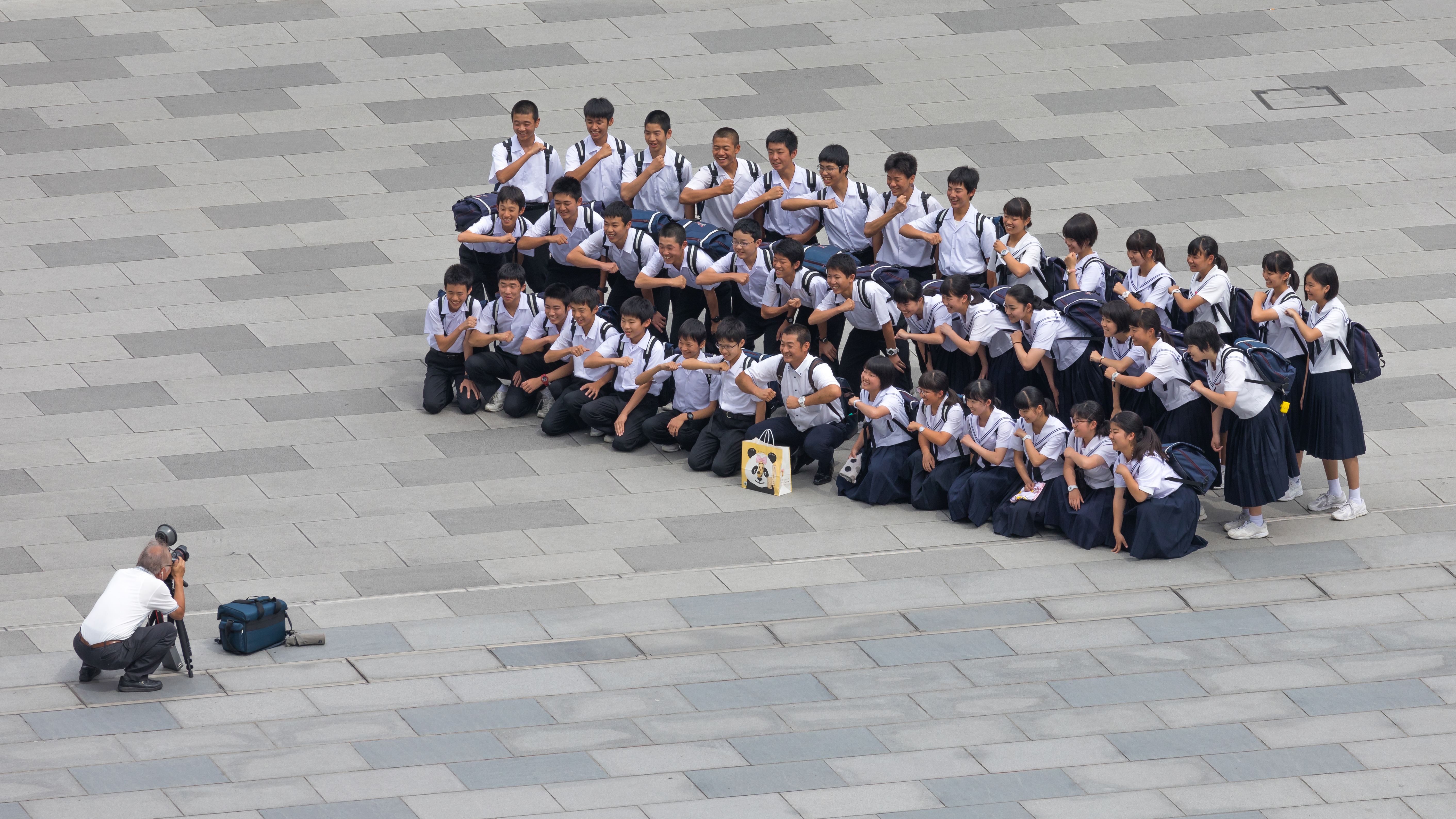
یک عکاس در حین عکاسی از گروهی از دانش آموزان ژاپنی.

به کسی که عکاسی می‌کند و عکس می‌اندازد، یا آنکه شغلش عکس برداری است عکاس می‌گویند.
عکاس حرفه‌ای پیشه‌اش عکاسی است و ممکن است برای روزنامه‌ها و مجلات عکس‌برداری کنند یا عکس‌های خود را برای مصارف تبلیغاتی و هنری بفروشند، در حالی که عکاس غیرحرفه‌ای برای علاقه و لذت بردن عکاسی می‌کند.
عکاسان برپایهٔ نوع عکس‌هایشان به دسته‌های گوناگونی همچون، عکاس پرتره، عکاس طبیعت، عکاس خبری، عکاس عروسی، عکاس ورزشی، عکاس کودک، عکاس تبلیغاتی، عکاس تجاری، عکاس اروتیک و … تقسیم می‌شوند.
وظیفهٔ عکاس در عکاسی استفاده از قدرت خلاقیت خود و چیره‌دستی در افزارمند شدن و استفاده از امکانات دوربین عکاسی است و یک عکاس موفق، باید هردو این وظایف را به خوبی انجام دهد.
معرفی انواع عکاسی:
عکاسی پرتره
عکاسی مستند
عکاسی طبیعت
عکاسی صنعتی
عکاسی تبلیغاتی
عکاسی معماری
عکاسی ورزشی
عکاسی هوایی
عکاسی ماکرو
عکاسی خیابانی